# Ry (Denemarken)
Ry, ook wel bekend als Ry Station, is een plaats en voormalige gemeente in de Deense regio Midden-Jutland, gemeente Skanderborg. De plaats telt 6886 inwoners (2020). Ry ligt naast het dorp Oud-Rye en wordt omringd door de Gudensø-, Juulsø- en Knudsø-meren en ligt langs de Gudenå-rivier. Ry is ontstaan toen de spoorlijn van Skanderborg naar Silkeborg werd aangelegd.

## Voormalige gemeente

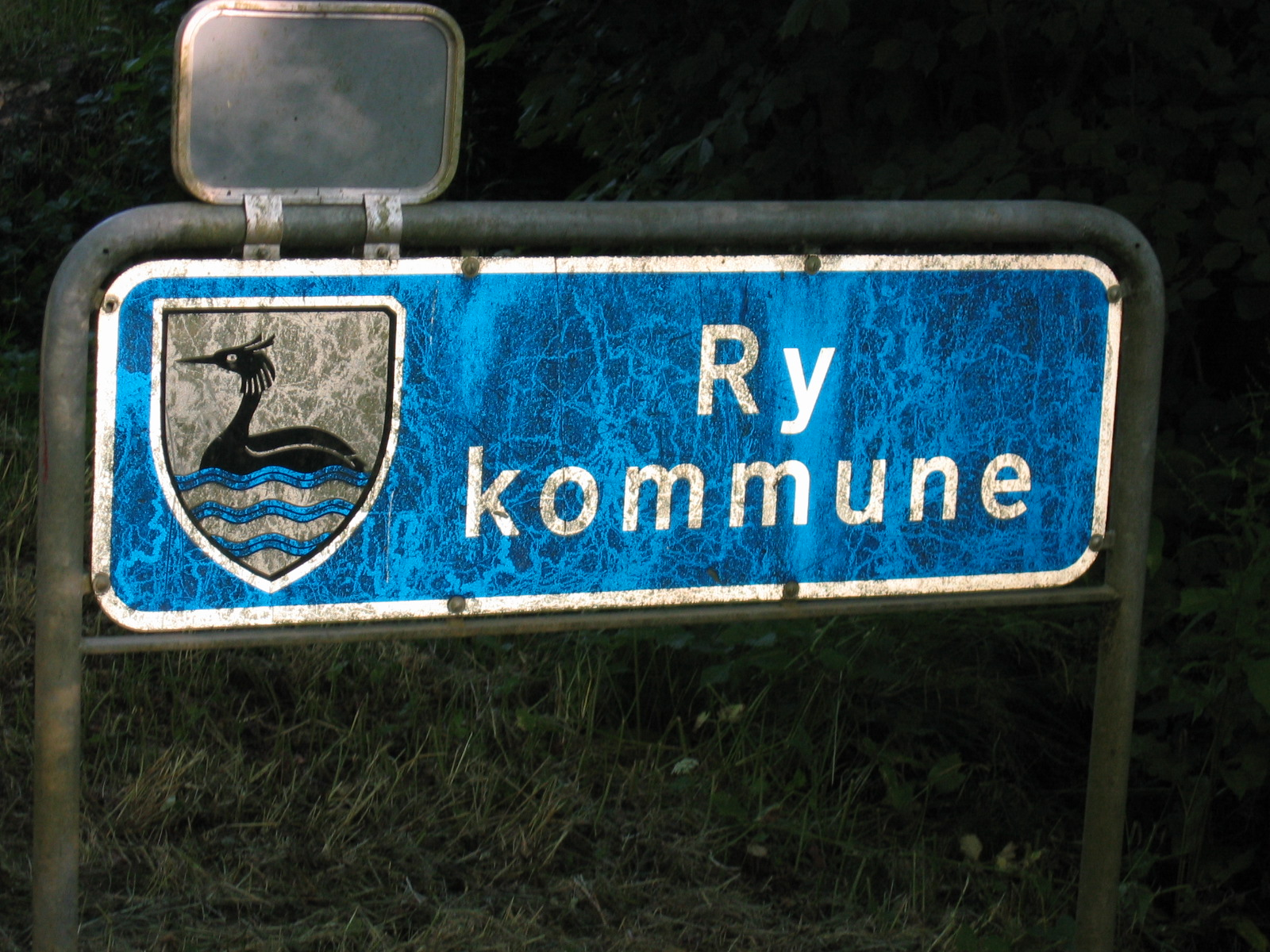

Ry was tot 1 januari 2007 een gemeente in Denemarken met een oppervlakte van 152,44 km². De gemeente telde 11.244 inwoners, waarvan 5598 mannen en 5646 vrouwen (cijfers: 2005). Bij de herindeling ging Ry op in de nieuwe gemeente Skanderborg.

## Oud-Rye
Het oorspronkelijke dorp staat tegenwoordig bekend als Oud-Rye (Gammel Rye). Oud-Rye ligt 3 km ten westen van Ry. Tijdens de middeleeuwen was Oud-Rye een van de belangrijkste dorpen in de regio. Het dorp had een koninklijke status en het privilege handelsplaats en werd voor het eerst vermeld in 1536. Van de 15e eeuw tot 1687 was Oud-Rye tevens een gerechtelijk gebied.
Het dorp werd in 1534 erg bekend toen Koning Christiaan III er gekozen werd als nieuwe koning.
Oud-Rye lag aan een kruising van wegen tussen Oost- en West-Jutland waarover veel koninklijk glaswerk vervoerd werd, geproduceerd door de fabriek in het nabijgelegen dorp Glarbo. Het dorp is verschillende malen (deels) afgebrand, onder meer in 1613, 1618 en 1660.
De Sint-Sørenkerk in Oud-Rye ligt naast een heilige waterbron waar, naar het schijnt, enkele wonderen zijn gebeurd. In de middeleeuwen vonden verschillende pelgrimtochten naar deze waterbron plaats. Volgens de overlevering was Sint Søren een lokale boer die bisschop werd in Keulen.
In de 19e eeuw werden in Oud-Rye veel klompen gemaakt waardoor de plaats een heropleving kreeg. Op de plaats van een historische windmolen uit 1872 staat nu een klompenmuseum dat hier nog aan herinnert.
Toen de spoorlijn van Skanderborg naar Silkeborg in 1871 werd geopend, werd de regio erg belangrijk. Oud-Rye profiteerde echter nauwelijks mee omdat vlakbij het nieuwe dorp Ry werd gebouwd.

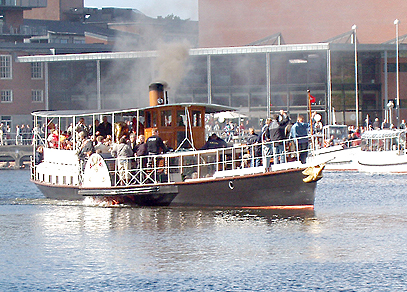
Hjejlen ("De Gouden Pluvier") is een historische stoomboot die tussen Silkeborg (plaats) en Himmelbjerget vaart.

## Bezienswaardigheden
Himmelbjerget (Hemelberg), is met 147 meter een van de hoogste punten van Denemarken en daarom een populaire toeristische bestemming. Vanaf Ry en Silkeborg vaart een historische stoomboot naar de Himmelbjerget.
Bovenop de heuvel staat een 25 meter hoge toren ter nagedachtenis aan koning Frederik VII, evenals enkele monumenten toegewijd aan enkele individuen en ter ere van het vrouwenstemrecht wat in 1915 werd ingevoerd.
Hotel Himmelbjerget is het hoogstgelegen hotel van Denemarken en stelt historische voorwerpen tentoon.
Naast Oud-Rye ligt een beschermd natuurpark. Ook vindt men er de Galgenheuvel, waarop vroeger berechte misdadigers werden onthoofd.
Het nabijgelegen Mossø-meer is het op één na grootste meer van het land.
In Oud-Rye staat een klompenmuseum.

## Trivia
- De middelbare school in Ry heeft in 2005 en 2006 het nationale schoolvoetbaltoernooi voor vrouwen gewonnen.

## Galerij

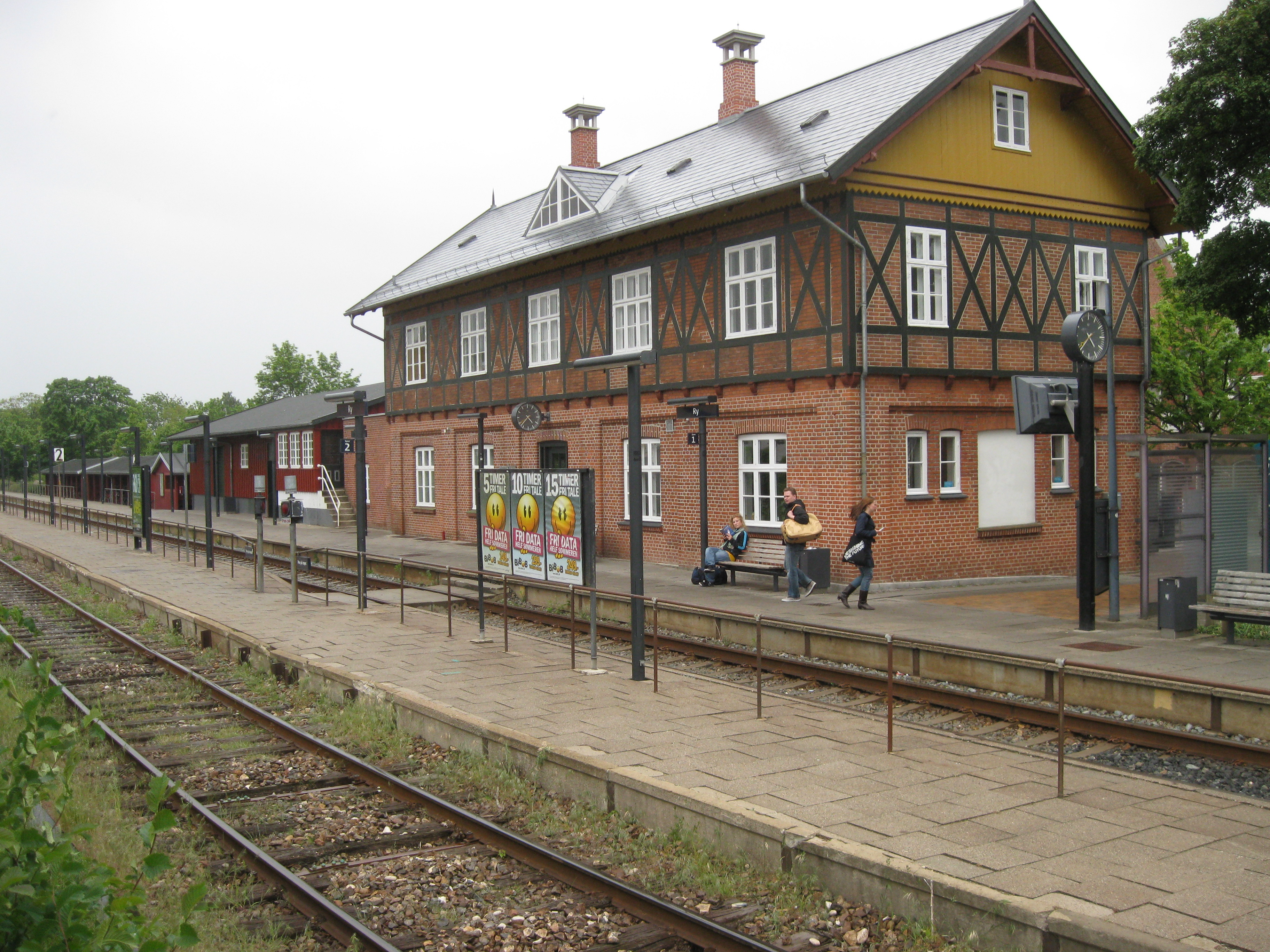
Station Ry
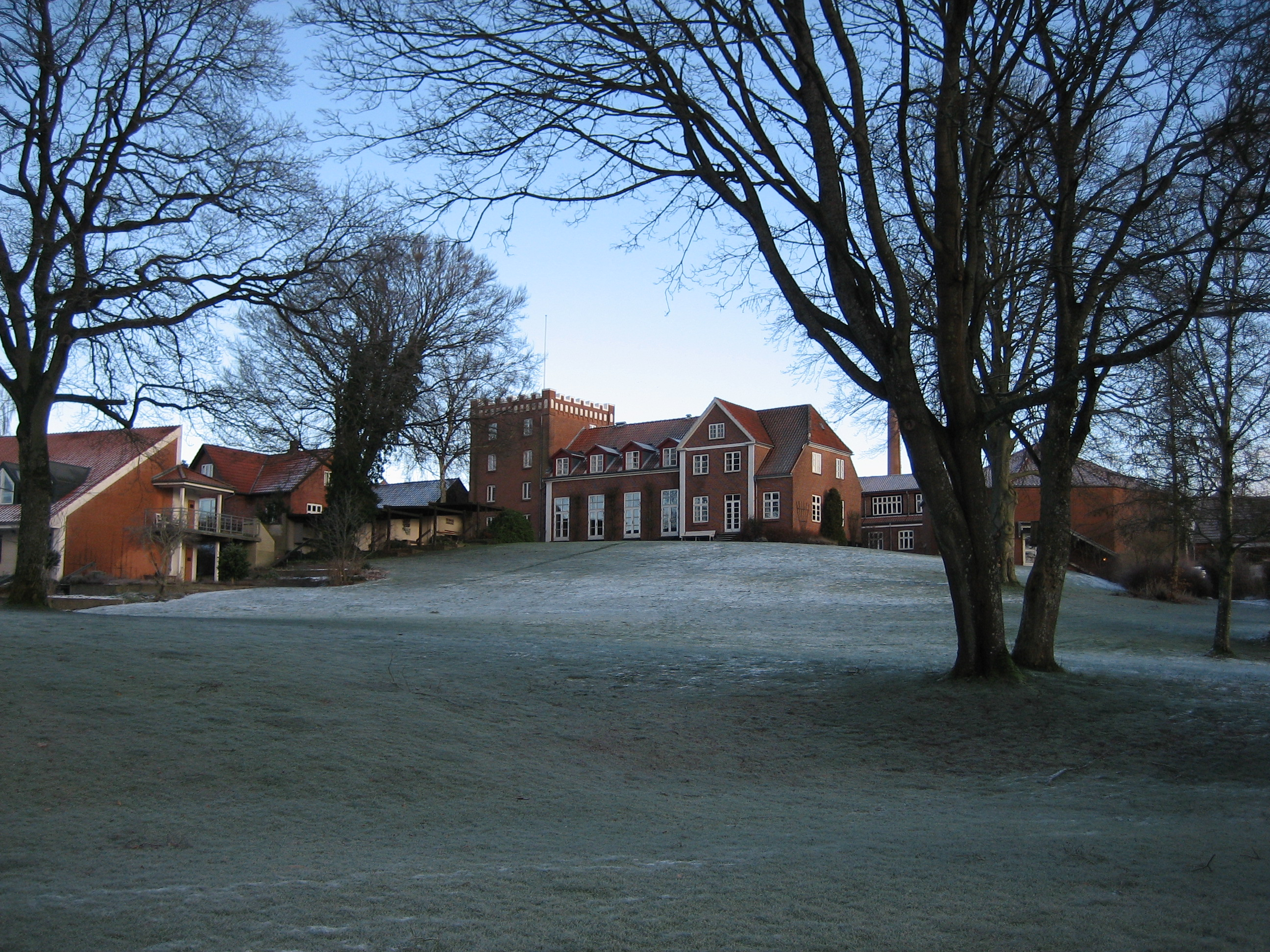
Hogeschool van Ry
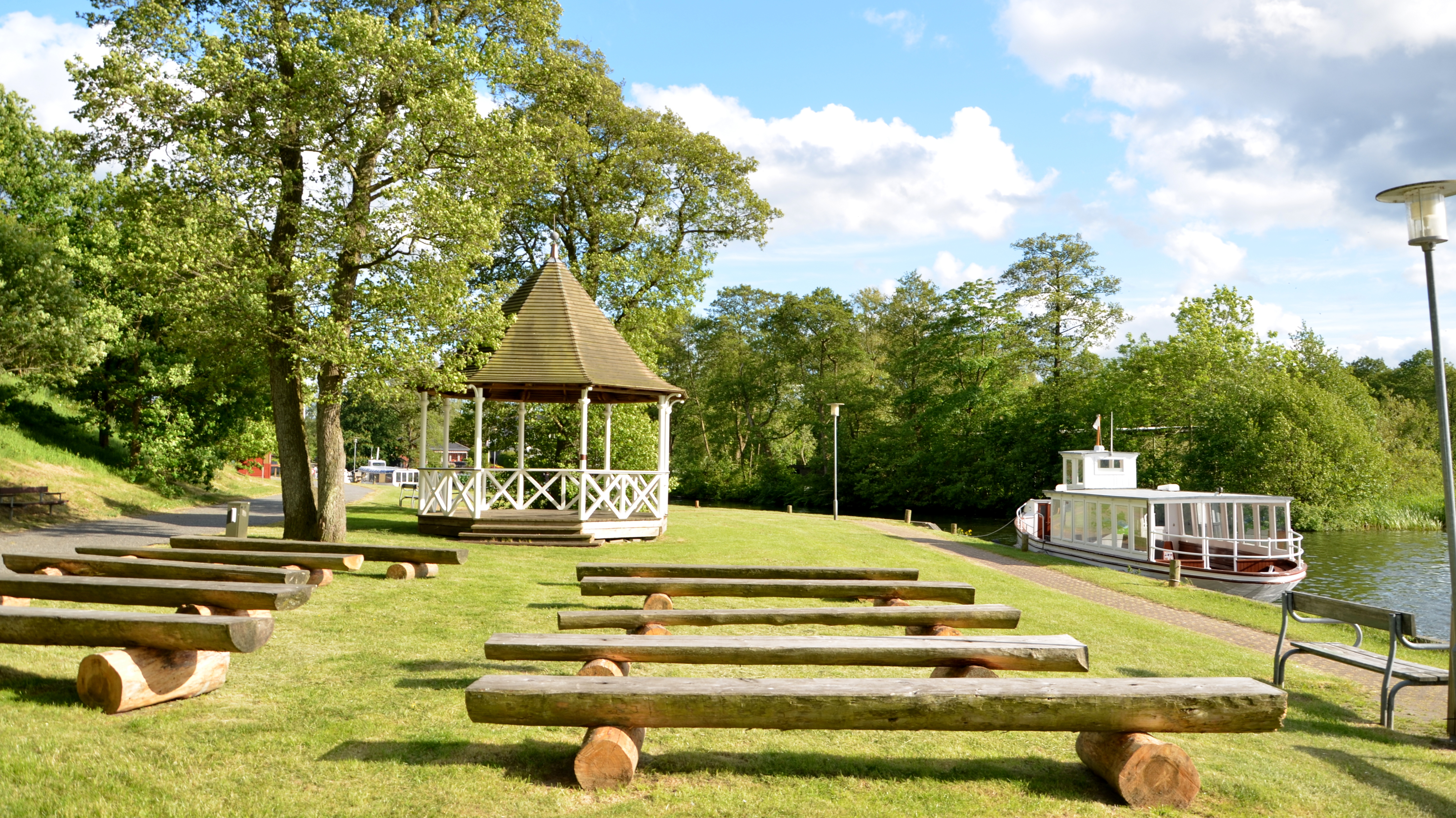
Muziekpaviljoen aan de haven
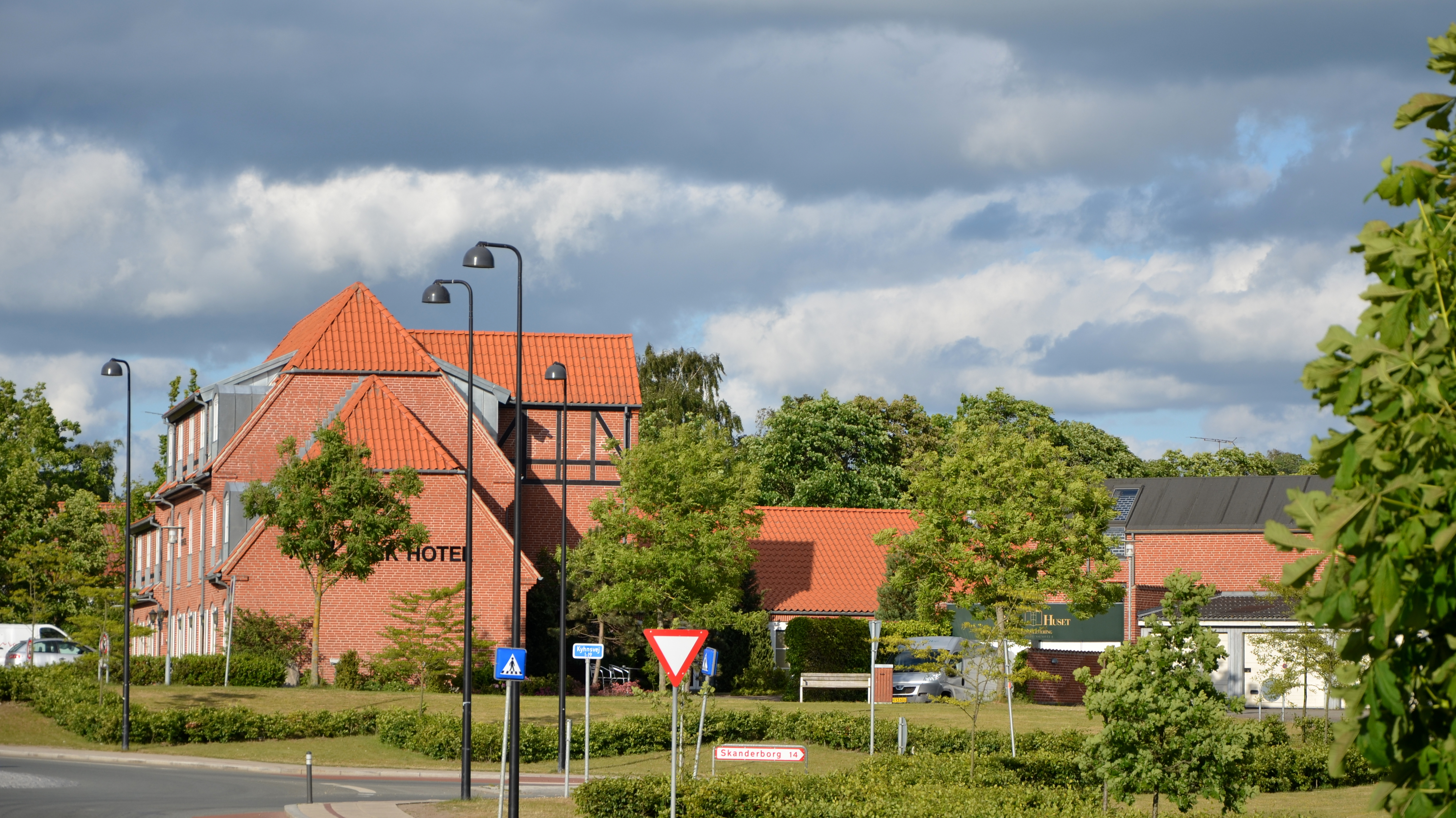
Hotel Ry
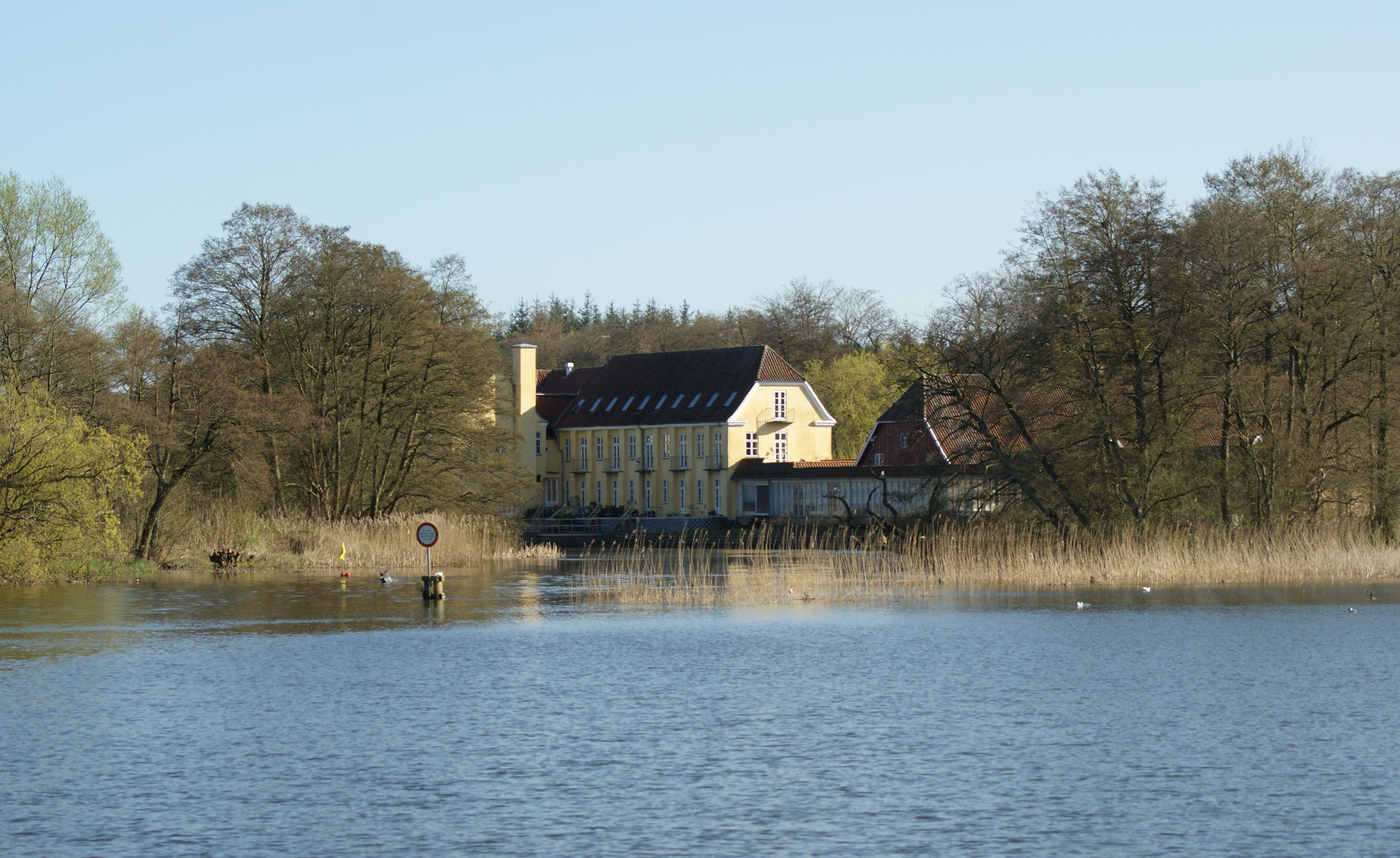
Watermolen
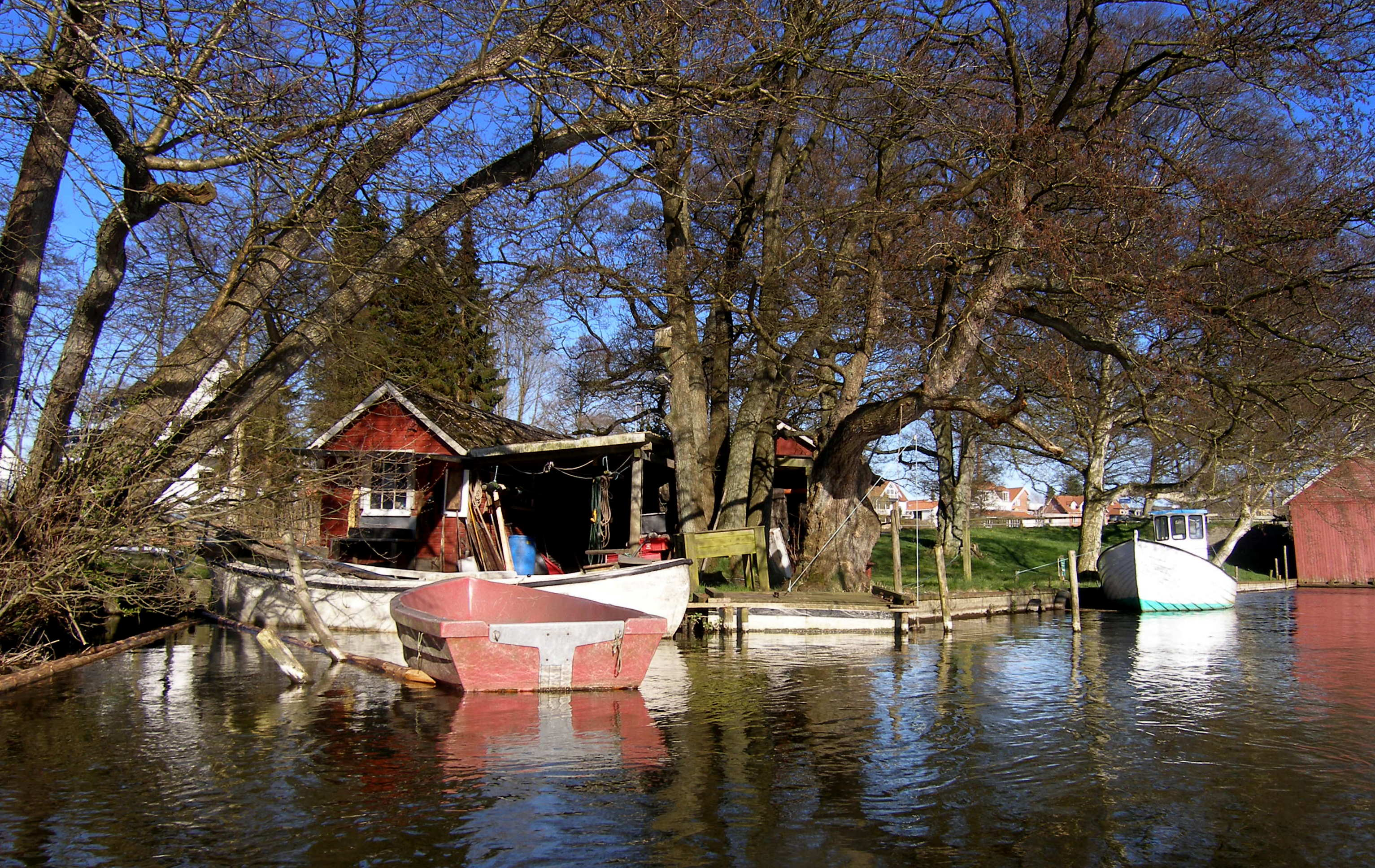
Vissershuis